# Miguel Alvariño
Miguel Alvariño García (Somozas, 31 de mayo de 1994) es un deportista español que compite en tiro con arco, en la modalidad de arco recurvo.
En los Juegos Europeos obtuvo cinco medallas, dos en Bakú 2015, oro individual y plata por equipo, y tres en Cracovia 2023 oro en equipo mixto y plata individual y por equipo.
Ganó dos medallas en el Campeonato Europeo de Tiro con Arco al Aire Libre de 2022, oro individual y plata por equipo.
Participó en los Juegos Olímpicos de Río de Janeiro 2016, ocupando el noveno lugar en la prueba por equipo. Aunque había obtenido una plaza por país para los Juegos Olímpicos de París 2024, decidió no continuar en el proceso de clasificación debido a problemas de agotamiento psíquico.

## Palmarés internacional
| Juegos Europeos                  | Juegos Europeos    | Juegos Europeos  | Juegos Europeos |
| Año                              | Lugar              | Medalla          | Prueba          |
| -------------------------------- | ------------------ | ---------------- | --------------- |
| 2015                             | Bakú (Azerbaiyán)  | Medalla de oro   | Individual      |
| 2015                             | Bakú (Azerbaiyán)  | Medalla de plata | Equipo          |
| 2023                             | Cracovia (Polonia) | Medalla de oro   | Equipo mixto    |
| 2023                             | Cracovia (Polonia) | Medalla de plata | Individual      |
| 2023                             | Cracovia (Polonia) | Medalla de plata | Equipo          |
| Campeonato Europeo al Aire Libre |                    |                  |                 |
| Año                              | Lugar              | Medalla          | Prueba          |
| 2022                             | Múnich (Alemania)  | Medalla de oro   | Individual      |
| 2022                             | Múnich (Alemania)  | Medalla de plata | Equipo          |